# Кальцієві канали
Кальцієві канали — іонні канали, які пропускають іони кальцію через ліпідні мембрани живих організмів. У вузькому сенсі під «кальцієвими каналами» розуміють гетерогенну групу іонних каналів, селективних до іонів кальцію, тобто здатних вибірково пропускати саме ці іони. Втім, часто кальцієвими каналами називають будь-які катіонні канали, якщо вони здатні пропускати іони кальцію.
Кальцієві канали умовно поділяють на дві групи: потенціалкеровані кальцієві канали та лігандкеровані кальцієві канали. До першої групи належать представники однієї родини білків Cav, які традиційно розділяють на високопорогові на низькопорогові кальцієві канали.
Натомість до лігандкерованих відносять канали різних білкових родин, зокрема TRP-канали, NMDA-рецептори глутамату, кальцієві канали сперматозоїдів CarSper тощо. Низка лігандкерованих каналів знаходяться не в плазматичній мембрані, а в мембранах ендоплазматичного ретикулуму, ядра, мітохондрій. Серед них ріанодиновий рецептор, рецептор інозитолтрифосфату, уніпортер мітохондрій та інші. 

### Потенціал-керовані кальцієві канали
| Тип                                                                            | Потенціал відкриття                                                 | α1 субодиниця (назва гена)                                          | Асоційовані субодиниці     | Локалізація |
| ------------------------------------------------------------------------------ | ------------------------------------------------------------------- | ------------------------------------------------------------------- | -------------------------- | --- |
| Кальцієвий канал L-типу ("Long-Lasting", він же - дигідропіридиновий рецептор) | HVA (high voltage activated - активуються високою напругою)         | Cav1.1 (CACNA1S) Cav1.2 (CACNA1C) Cav1.3 (CACNA1D) Cav1.4 (CACNA1F) | α2 δ, β, γ                 | Скелетні м’язи, гладенькі м’язи (наприклад, у сечовому міхурі), кістки (остеобласти), шлуночкові міоцити (відповідальні за пролонгований потенціал дії в серцевих клітинах; їх також називають дигідропіридиновими рецепторами), дендрити та дендритні шипи коркових нейронів |
| Кальцієвий канал N-типу ("Neural"/"Non-L")                                     | HVA (high voltage activated - активуються високою напругою)         | Cav2.2 (CACNA1B)                                                    | α2 δ/β1, β3, β4, можливо γ | У всьому мозку і периферичній нервовій системі. |
| Кальцієвий канал Р-типу ("Purkinje") / Кальцієвий канал Q-типу                 | HVA (high voltage activated - активуються високою напругою)         | Cav2.1 (CACNA1A)                                                    | α2 δ, β, можливо γ         | Нейрони Пуркіньє в мозочку/ зернисті клітини мозочка |
| Кальцієвий канал R-типу ("Residual")                                           | IVA (intermediate-voltage-activated - активуються помірною напругою | Cav2.3 (CACNA1E)                                                    | α2 δ, β, можливо γ         | Зернисті клітини мозочка, інші нейрони |
| Кальцієвий канал Т-типу ("Transient")                                          | LVA (low-voltage-activated - активуються низькою напругою)          | Cav3.1 (CACNA1G) Cav3.2 (CACNA1H) Cav3.3 (CACNA1I)                  |                            | Нейрони, клітини, які мають пейсмекерну активність, кістки (остеоцити), таламус |

### Ліганд-керовані кальцієві канали
| Тип                    | Ліганд | Ген                 | Локалізація                        | Функція |
| ---------------------- | --- | ------------------- | ---------------------------------- | --- |
| IP3 рецептор           | IP3 | ITPR1, ITPR2, ITPR3 | Ендоплазматичний ретикулум         | Вивільняє кальцій з ЕПР у відповідь на IP3, наприклад, під дією GPCR                                            |
| Ріанодиновий рецептор  | Дигідропіридиновий рецептор у Т-канальцях і підвищення концентрації внутрішньоклітинного кальцію (Calcium Induced Calcium Release - CICR) | RYR1, RYR2, RYR3    | Ендоплазматичний ретикулум         | Кальцій-індуковане вивільнення кальцію в міоцитах                                                               |
| Двопоровий канал       | Аденін-динуклеотид-фосфат нікотинової кислоти (НААДФ)                                                                                     | TPCN1, TPCN2        | Ендосомальні/лізосомальні мембрани | НААДФ-залежний транспорт кальцію через ендосомальні/лізосомальні мембрани                                       |
| Катіонні канали сперми | Кальцій (CICR) | Сімейство PKD2      | Сперматозоїди (зокрема джгутики)   | Неселективний кальцій-активований катіонний канал, що спрямовує сперматозоїди в жіночому репродуктивному тракті |
| Депо-керовані канали   | Опосередковано через виснаження кальцію у ER/SR                                                                                           | ORAI1, ORAI2, ORAI3 | Плазматична мембрана               | Забезпечує кальцієвий сигналінг в цитоплазмі                                                                    |